# Сюй Цзятунь
Сюй Цзятунь (кит. упр. 许家屯; 10 марта 1916, уезд Жугао провинции Цзянсу — 29 июня 2016, Чино-Хиллс, Калифорния, США) — китайский политик, впоследствии диссидент. Секретарь парткома КПК провинции Цзянсу с 1977 по 1983 год, губернатор Цзянсу с 1977 по 1979 год. После выражения сочувствия протестам студентов на площади Тяньаньмэнь в 1989 году покинул страну и жил в добровольном изгнании в Соединенных Штатах.

## Карьера
Родился 10 марта 1916 года (в период краткого восстановления монархии в Китае) в уезде Жугао (ныне в округе Наньтун) провинции Цзянсу был одним из 5 детей в семье чиновника низкого ранга и домохозяйки.
Вступил в Коммунистическую партию Китая в 1938 году. Занимал ряд небольших постов в контролируемых коммунистическими силами районах.
В период гражданской войны в Китае в 1948—1949 годах был политическим комиссаром в войсках КПК, позднее занимал различные партийные посты.
С 1977 по 1987 год был членом ЦК КПК (11-го и 12-го созывов), при этом с 1977 по 1983 был фактическим партийно-государственным руководителем провинции Цзянсу: с 1977 года совмещал посты секретаря провинциального парткома КПК, председателя провинциального комитета Народного политического консультативного совета Китая и губернатора провинции Цзянсу. Покинув в 1979 году два последних поста, но оставаясь партийным руководителем провинции, занимал до 1983 года также пост председателя Собрания народных представителей провинции. Был членом[чего?]. По данным газеты New York Times, отличался либеральным подходом к экономическому управлению провинцией, фактически позволяя организовывать предприятия частного предпринимательства. При том, что Сюй достиг пенсионного возраста, на встрече в начале 1980-х годов Дэн Сяопин предложил ему продолжать работать во главе провинции; однако это встретило противодействие других официальных лиц региона. Вместо этого в 1983 году Сюй Цзятунь был назначен директором Гонконгского отделения агентства Синьхуа (де-факто главой официального представительства КНР в Гонконге) и возглавлял его до 1989. В преддверии передачи Великобританией Гонконга Китайской Народной Республике в 1985—1990 годах участвовал в работе Комитета по подготовке основного закона САР Гонконг, был одним из вице-председателей этого комитета.

## Опала и жизнь в эмиграции
Сюй был одним из государственно-партийных деятелей, выразивших симпатию участникам протестов на площади Тяньаньмэнь в 1989 году. Выражая свой протест против военного подавления народного выступления, он попросил об отставке по собственному желанию, однако вместо этого был уволен со своих постов за неблагонадёжность, и в отношении него было начато расследование. Дожидаясь решения своей судьбы в городе Шэньчжэнь, в апреле 1990 года Сюй Цзятунь, «выйдя на прогулку», перешел на территорию Гонконга, а впоследствии уехал в США. Оставаясь верен идеологии при несогласии с действиями властей, а также стараясь уберечь от репрессий свою жену и детей, оставшихся в Китае, Сюй, по его словам, не стал выдавать официальным лицам США какую-либо информацию и получил политическое убежище «чисто на гуманитарных основаниях». Впоследствии Сюй Цзятунь был заочно исключен из КПК.
В США Сюй жил в городке Чино-Хилс в калифорнийском округе Ориндж.
В 1994 году он опубликовал свои мемуары.
Бывший политик умер в июне 2016 года в возрасте 100 лет от сердечной и почечной недостаточности.

## Дополнительные ссылки и литература
- Chinese Leaders Seek to Reassure Hong Kong (англ.). Los Angeles Times (9 июля 1989). Дата обращения: 21 октября 2016.
- Scott Harris. Official in L.A. Is No Defector, China Says (англ.). Los Angeles Times (18 мая 1990). Дата обращения: 21 октября 2016.
- Sheryl Stolberg. L.A. Host Says Chinese Writer Is Just Visiting, Not Defecting (англ.). Los Angeles Times (21 мая 1990). Дата обращения: 21 октября 2016.
- David Holley. Ex-Official Who Fled China Ends Silence, Defends Protests at Tian An Men Squar (англ.). Los Angeles Times (2 июня 1992). Дата обращения: 21 октября 2016.
- Exile in U.S. Joins Tiananmen Appeal (англ.). Los Angeles Times (18 сентября 1997). Дата обращения: 21 октября 2016.
- Christine Loh. Underground Front: The Chinese Communist Party in Hong Kong. — Hong Kong University Press, 2010. — ISBN 9789888028948.
- Dingxin Zhao. Top State Elites // The Power of Tiananmen: State-Society Relations and the 1989 Beijing Student Movement. — University of Chicago Press, 2004. — P. 215. — ISBN 9780226982618.
- Yuwu Song. Zu Jiatun (1916— ) // Biographical Dictionary of the People's Republic of China. — McFarland, 2013. — P. 351. — ISBN 9780786435821.
- John W. Garver. China's Quest: The History of the Foreign Relations of the People's Republic of China (англ.). — Oxford University Press, 2015. — ISBN 9780190261061.
- Frank Fang. Elder Party Cadre in Exile Suggests That Former Leader Jiang Zemin May Be Arrested (англ.). Epoch Times (30 мая 2016). Дата обращения: 21 октября 2016.
- Exiled former Beijing point man in Hong Kong, Xu Jiatun dies at 100 (англ.). The Standard (29 июня 2016). Дата обращения: 21 октября 2016.
- Yupina Ng, Phoenix Un, Mary Ann Benitez. Self-exiled Xu dies aged 100 (англ.). The Standard (30 июня 2016). Дата обращения: 21 октября 2016.
- Chris Yeung. Xu Jiatun A Liberal Face Sorely Missed (англ.). Voice of Hong Kong (30 июня 2016). Дата обращения: 21 октября 2016.
- Xu Jiatun: the Communist cadre who reached out to all sectors in Hong Kong (англ.). South China Morning Post (29 июня 2016). Дата обращения: 21 октября 2016.
- Gary Cheung, Choi Chi-yuk. Xu Jiatun, Beijing’s former top man in Hong Kong who fled to US after Tiananmen, dies at 100 (англ.). South China Morning Post (29 июня 2016). Дата обращения: 21 октября 2016.
- François Bougon. Xu Jiatun, ex-numéro un chinois à Hongkong (фр.). Le Monde (1 июля 2016). Дата обращения: 21 октября 2016.
- Didi Kirsten Tatlow. A Communist Insider Turned Exile, and the Secrets He Never Shared (англ.). New York Times (27 июля 2016). Дата обращения: 21 октября 2016.